# Vranić (Bresztovác)
Vranić falu Horvátországban Pozsega-Szlavónia megyében. Közigazgatásilag Bresztováchoz tartozik.

## Fekvése
Pozsegától légvonalban 16, közúton 22 km-re, községközpontjától légvonalban 12, közúton 15 km-re északnyugatra, Szlavónia középső részén, a Gradina-hegység déli lejtőin, a Pakrácról Pozsegára menő főúttól keletre, az Orljava bal partján fekszik.

## Története
A határában található ókori lelőhely tanúsága szerint itt már ősidők óta éltek emberek. A török uralom idején Boszniából érkezett pravoszláv vlachok települtek ide. 1698-ban már „Vranich” néven 4 portával szerepel a török uralom alól felszabadított szlavóniai települések összeírásában. Az első katonai felmérés térképén „Dorf Vranics” néven látható. Lipszky János 1808-ban Budán kiadott repertóriumában „Vranich” néven szerepel. Nagy Lajos 1829-ben kiadott művében „Vranich” néven 10 házzal és 91 ortodox vallású lakossal találjuk. 1857-ben 93, 1910-ben 83 lakosa volt. 1910-ben a népszámlálás adatai szerint lakosságának 96%-a szerb anyanyelvű volt. Pozsega vármegye Pakráci járásának része volt. Az első világháború után 1918-ban az új szerb-horvát-szlovén állam, majd később (1929-ben) Jugoszlávia része lett. 1991-ben teljes lakossága szerb nemzetiségű volt. 2001-ben már nem volt állandó lakossága.

## Lakossága
| Lakosság változása | Lakosság változása | Lakosság változása | Lakosság változása | Lakosság változása | Lakosság változása | Lakosság változása | Lakosság változása | Lakosság változása | Lakosság változása | Lakosság változása | Lakosság változása | Lakosság változása | Lakosság változása | Lakosság változása | Lakosság változása |
| ------------------ | ------------------ | ------------------ | ------------------ | ------------------ | ------------------ | ------------------ | ------------------ | ------------------ | ------------------ | ------------------ | ------------------ | ------------------ | ------------------ | ------------------ | ------------------ |
| 1857               | 1869               | 1880               | 1890               | 1900               | 1910               | 1921               | 1931               | 1948               | 1953               | 1961               | 1971               | 1981               | 1991               | 2001               | 2011               |
| 93                 | 79                 | 64                 | 71                 | 95                 | 83                 | 80                 | 89                 | 64                 | 75                 | 52                 | 30                 | 28                 | 23                 | 0                  | 0                  |